# 吉田慎一
吉田 慎一（よしだ しんいち、1950年（昭和25年）1月9日 - ）は、日本のジャーナリスト、実業家。朝日新聞社上席執行役員を経て、テレビ朝日ホールディングス（テレビ朝日HD）、テレビ朝日社長などを務めた。群馬県出身。

## 来歴
群馬県立前橋高等学校卒業。1974年（昭和49年）東京大学法学部卒業後、朝日新聞社に入社。福島支局に配属となり、県政担当記者となる。木村守江福島県知事の土地開発に絡む収賄汚職事件を取材。それにより、78年度の日本新聞協会賞を受賞。その後、東京本社浦和支局を経て、79年政治部に異動。
1990年（平成2年）ハーバード大学ケネディ行政大学院修了（行政学修士）。同大では新芝宏之（岡三証券グループ社長）と一緒に勉強した。91年からワシントン特派員。
1995年（平成7年）帰国後、政治部次長に昇格し「有権者はいま 静岡定点調査」で、95年度の日本新聞協会賞を受賞（政治部代表）。96年編集委員（政治担当）、00年くらし編集長、企画報道室長、03東京本社編集局長、05年常務取締役（編集担当）に就くが、長野総局で起きた朝日新聞の新党日本に関する捏造事件の責任を取り役員報酬減俸処分となった。09年4月上席役員待遇（編集・国際担当）、13年上席執行役員（コンテンツ統括・編集・国際担当）。このほか、11年5月から14年5月まで日本記者クラブ理事長を担う。
2014年（平成26年）3月にテレビ朝日顧問に転じ、6月テレビ朝日HD、テレビ朝日社長に就任し、16年にはテレビ朝日社長の職を角南源五に譲り、22年テレビ朝日HD社長からも退いた。また、朝日放送取締役なども務めた。
なお朝日新聞からテレ朝社長に転じたのは君和田正夫以来のことである。

## 著書
- 『ドキュメント 自治体汚職－福島・木村王国の崩壊』朝日新聞出版、1978年6月、ISBN 978-4022545879
  - 『ドキュメント自治体汚職―福島・木村王国の崩壊』朝日新聞社、2003年11月、ISBN 978-4925219884